# یک نقص زیبا (فیلم)
یک نقص زیبا یک فیلم درام تاریخی هلندی-بلژیکی-ایتالیایی محصول ۲۰۲۴ به کارگردانی میشیل فان ارپ است که بر اساس رمان هم‌نام آرتور یاپین (۲۰۰۳) ساخته شده است. در این فیلم دار زوزوفسکی، جونا هاوئر کینگ، مارتن هایمانس و سم هزلدین ایفای نقش کرده‌اند.

## داستان
جاکومو کازانووا در جوانی عاشق لوسیا ۱۴ ساله می‌شود. زمانی که لوسیا به آبله مبتلا می‌شود و زیبایی‌اش را از دست می‌دهد، ایتالیا را ترک می‌کند. شانزده سال بعد، دوباره با معشوق سابق خود روبه‌رو می‌شود، اما هویت واقعی و جای زخم‌هایش را پشت نقابی پنهان می‌کند.

## بازیگران
| بازیگر          | نقش             |
| --------------- | --------------- |
| دار زوزوفسکی    | لوسیا           |
| جونا هاوئر کینگ | جاکومو کازانووا |
| مارتن هایمانس   | یان فان در کمپ  |
| سم هزلدین       | جیمیسون         |
| روت بکوارت      | زلیده           |

## تولید
در سال ۲۰۰۸، استیون فرای از طریق شرکت «اسپراوت پروداکشنز» حقوق ساخت فیلم و تئاتر نسخهٔ انگلیسی این کتاب را خریداری کرد. قرار بود فیلم را ایان سافتلی کارگردانی کند، اما این پروژه عملی نشد. در سال ۲۰۱۵ اعلام شد که اروین اولاف عکاس، قصد دارد این رمان را به فیلم تبدیل کند که نخستین تجربه کارگردانی او می‌شد. مشکلات جسمی باعث شد اولاف از کارگردانی کناره‌گیری کند. سپس شرکت «کاپ هالند فیلم» در سال ۲۰۲۰ اعلام کرد که فیلم‌نامه آرتور یاپین را با کارگردانی تازه خواهد ساخت. با این حال، اولاف همچنان در این پروژه فعال ماند.

### فیلم‌برداری
فیلم‌برداری از ۱۸ مهٔ ۲۰۲۲ آغاز شد و میشیل فان ارپ کارگردانی آن را بر عهده داشت. مکان‌های فیلم‌برداری در هلند، بلژیک و ایتالیا بود.

## اکران
یک نقص زیبا در ۶ سپتامبر ۲۰۲۴ به‌عنوان فیلم افتتاحیهٔ جشنوارهٔ فیلم فیلم بای د سی در فلیسینخن به نمایش درآمد.